# Into the sunset
Into the sunset in het tweede studioalbum van Erik Norlander dat onder zijn eigen naar verscheen. Tussen zijn eerste album en dit album werkte Norlander aan het oeuvre van de Rocket Scientists en speelde hij mee op het album The dream sequencer van Ayreon. Dat laatste leidde tot Into the sunset, want de gitarist en leider van Ayreon Arjen Lucassen is de belangrijkste gastmusicus op dit album. Een andere aanwijzig dat Lucassen een behoorlijke vinger in de pap had bleek uit het feit dat de muziek een stuk richting progmetal was opgeschoven. De muzikale invloed van Keith Emerson is nog nauwelijks aanwezig. Samenwerking met Lucassen leidde er ook toe dat Edward Reekers (toen ex-Kayak) te horen is, die zong namelijk ook mee op albums van Lucassen.
Het album is opgenomen in The Walden West Recorder, Woodland Hills, Californië, de Woodcliff Studio in Sherman Oaks (ook Californië) en The Electric Castle (vernoemd naar Into the Electric Castle) te Oss (studio van Lucassen) en Sync Music in Breda.  

## Musici
- Erik Norlander – toetsinstrumenten, gitaar op 2,7, en 10, basgitaar op 6 en percussie
- Arjen Anthony Lucassen – alle overige gitaarstukken
- Tony Fanklin – basgitaar
- Greg Ellis – slagwerk, percussie
- Cameron Stone – cello

Met
- Glenn Hughes - zang (3)
- Edward Reekers – zang (2,5,8 en 10)
- Lana Lane (mevrouw Norlander) – zang (5, 9)
- Robert Soeterboek – zang (7,8)
- Mark McCrite, Lane en Soeterboek - achtergrondzang

## Muziek
Alle van Norlander

| Nr. | Titel                       | Duur  |
| --- | --------------------------- | ----- |
| 1.  | Sunset prelude              | 3:17  |
| 2.  | Into the sunset             | 5:34  |
| 3.  | Rome is burning             | 6:05  |
| 4.  | Fanfare for the Dragon Isle | 0:50  |
| 5.  | Fly                         | 7;53  |
| 6.  | Dreamcurrents               | 4:38  |
| 7.  | Lines in the sand           | 5:11  |
| 8.  | On the wings of ghosts      | 10:29 |
| 9.  | Hymn                        | 1:18  |
| 10. | Into the sunset (reprise)   | 1:32  |
| 11. | Sunset postlude             | 1:32  |
| 12. | Neurosaur (nieuwe versie)   | 5:27  |